# 休达议会
休达议会（西班牙語：Asamblea de Ceuta）是西班牙休达自治市的立法机关，成立于1995年3月13日。议会实行一院制。议会有25名议员，由直接选举产生。每届议会任期4年。现任议会主席是胡安·赫苏斯·比瓦斯，第一副主席是Francisco José Ruiz，第二副主席是Cristina Pérez。